# مغزرة قرنية
مغزرة قرنية (الاسم العلمي:Polygala cornuta) هي نوع من النباتات تتبع جنس المغزرة من الفصيلة المغزرية.